# Göran Ragnerstam
Göran Axel Ragnerstam (født 7. november 1957 i Stockholm) er en svensk skuespiller, som har medvirket i adskillige film, tv-serier og teaterstykker gennem årene. 
I begyndelsen af sin karriere fik Göran Ragnerstam ofte roller som genert eller lidt aparte ung mand i de historier han medvirkede i. Med årene har det ændret sig og gået i retning af karakterer, der er deciderede psykotiske eller ondskabsfulde. Én af Ragnerstams mest kendte roller i sidstnævnte kategori, er rollen som psykopatisk studierektor i tv-serien Sjätte dagen (1999-2000). Han har dog også medvirket i mere stilfærdige og humoristiske produktioner, f.eks. som politibetjenten Lasse i komedien Kops (2003).

## Biografi
Göran Ragnerstam voksede op på Södermalm i det centrale Stockholm, inden han flyttede med sine forældre, sin tvillingebror og sin storebror til en anden stockholmerbydel, Kälvesta. Hans far arbejdede på Posten AB og hans mor ved skattevæsnet. Faderen, der var teaterinteresseret, plejede at spille skuespil for børnene og opmuntrede senere sønnen til at søge skuespillervejen.
I skolen og gymnasiet spillede Ragnerstam en del teater, blandt andet var han med til at iscenesætte rockoperaen Tommy. Han spillede desuden teater som udvekslingsstudent i Seattle. Efter at have afsluttet sin skolegang arbejdede Ragnerstam et stykke tid ved Postens værksteder inden aftjent værnepligt. En tiltrækkende reklame for en skuespilleruddannelse fik ham derefter til at begynde at studere på Kulturama, hvorefter han fortsatte sine studier på Teaterhögskolan i Malmö 1981-1984.
Han blev herefter engageret ved Göteborgs stadsteater og fik her flere titelroller, herunder i Richard den Tredje og Tartuffe. Han har spillet Jago i Othello på Stockholms stadsteater og Eddie i Utsikt från en bro på Uppsala stadsteater. Fra slutningen af 1990'erne og frem, arbejdede han en del sammen med Lars Norén, inden denne døde
Ragnerstam siger selv, at han godt kan lide at portrættere mennesker, man ikke rigtig forstår, hvilket til dels var hans motivation for at medvirke i kortfilmen. Johnny, en produktion af Molkoms Folkhögskola med instruktion af Erik Järnberg Rååd og produceret af Anna Tjernström. Den medvirkede ved Novemberfestivalen 2010.

### Privat
Göran Ragnerstam var gift med skuespillerinden Carina Boberg frem til hendes død i 2020. Sammen fik de datteren Matilda Ragnerstam, som også er skuespiller samt en søn. Ragnerstam er fætter till forfatteren Bunny Ragnerstam.

## Filmografi (udvalg)
- 2022 – Diorama - Jon
- 2021 – Suedi - Yngve
- 2021 – Sune – Uppdrag: Midsommar - Tobias
- 2016 – Den alvorsfulde leg – Anders Stille
- 2016 – Lindängens Park - Ehnmark
- 2013 – Bäst före - Anders
- 2010 – Tusen gånger starkare – Örjan - gymnastiklærer
- 2008 – Arn: Riget ved vejens ende – Biskop Erland
- 2007 – Arn: Tempelridderen – Biskop Erland
- 2006 – Offside - Kent
- 2005 – Vinterkyss - Filip
- 2004 – Truslen - Lundgren
- 2003 – Kommer du med mig då? – lægen Sigvard
- 2003 – Stockholmssyndromet – Sten Thunander
- 2003 – Kops - Lasse
- 2002 – Suxxess - Robert
- 2000 – To Be Continued... - bombemand
- 1999 – God jul - politimand
- 1999 – Det store gennembrud - Heikki
- 1997 – Svensson Svensson (film) - fodboldfan
- 1997 – Rika barn leka bäst - socialarbejder
- 1997 – Solstenen (kortfilm)
- 1996 – Rusar i hans famn - Professor
- 1995 – En på miljonen – Eskil Björk
- 1994 – Pillertrillaren - Leif

## TV-drama (udvalg)
- 2022 – Harmonica (tv-serie) – Greger
- 2021 – Alla utom vi (tv-serie) – Åke
- 2020 – Elsk mig (tv-serie) – bankmanden Ian
- 2017-2020 – Familien Löwander (tv-serie) – Ragnarsson
- 2016 – Den mest förbjudna (tv-serie) – læge
- 2015 – Velkommen til Ängelby (tv-serie) – Torsten Huzell
- 2015-2017 – Jordskott (tv-serie) – Göran Wass
- 2013 – En pilgrims død (tv-serie) – G:son Henning
- 2012 – Hinsehäxan (tv-film) – Lennart Geijer
- 2011 – Maria Wern (tv-serie) – Per
- 2010 – Johnny (kortfilm) – Johnny
- 2010 – TV-feber (tv-film) – Åke Svensson
- 2009 – Morden (tv-serie) – Claes
- 2009 – Fallet Skandia (tv-film) – Lars-Eric Petersson
- 2007-2008 – Labyrint (tv-serie) – Pål
- 2007 – Nattsøsteren (tv-serie) – Johan Wolter
- 2007 – Prædikanten (tv-film) – Bertil Melberg
- 2007 – Isprinsessan (tv-film) – Bertil Melberg
- 2006 – En fråga om liv eller död (tv-serie) – David
- 2004-2005 - Graven (mini-TV-serie) – Claes Grimme
- 2002 – Pepparrotslandet (tv-film) – Tjaffo
- 2001 – Skuggpojkarna (tv-film) – Arne
- 2001 – Bekendelsen (tv-serie) – Bergman
- 2000 – Soldater i månsken (tv-serie) – Roffe
- 2000 – Judith (tv-serie) – Dr. Lagerwall
- 1999-2000 – Sjätte dagen (tv-serie) – Bertil Skovås
- 1999 – Offerlamm (tv-film) – Boris
- 1998 – Pip-Larssons (tv-serie) – Hr. Sirius
- 1998 – Personkrets 3:1 (tv-film) - Bertil
- 1998 – Beck - Öga för öga (tv-serie) - Aronsson
- 1998 – Skærgårdsdoktoren (tv-serie) - - Manne Oskarsson
- 1997 – Glappet (tv-serie) – Carl Juxom
- 1997 – Emma åklagare (gæsterolle)
- 1996 – En fyra för tre (tv-serie) - Bjarne
- 1996 – Älskade Lotten (tv-serie)  – Dr. Sigge Nöjd
- 1996 – Ett sorts Hades (tv-stykke) - Johan
- 1996 – Torntuppen (tv-serie) - sognepræst
- 1993 – Hedda Gabler (tv-film) – Jörgen Tesman
- 1987 – Lysande landning (tv-film) - Brisman
- 1985 – Åshöjdens BK (tv-serie) - Ruben
- 1981 – Skål och välkommen – sig selv

## Teaterstykker

### Roller (udvalg)
| År   | Rolle                   | Produktion                               | Instruktion           | Teater                   |
| ---- | ----------------------- | ---------------------------------------- | --------------------- | ------------------------ |
| 1983 |                         | Bent Martin Sherman                      | Georg Malvius         | Örebro länsteater        |
| 2001 | Chandler Tate, regissör | Komisk talang Alan Ayckbourn             | Agneta Ehrensvärd     | Dramaten                 |
| 2014 | Devellin                | Kikkiland Dennis Magnusson               | Dennis Sandin         | Göteborgs stadsteater    |
| 2016 | Anselme                 | Den girige Molière                       | Gösta Ekman           | Dramaten                 |
| 2018 | Kloker, 439 år          | Snövit – för vuxna Staffan Valdemar Holm | Staffan Valdemar Holm | Kulturhuset Stadsteatern |
| 2021 |                         | Den yttersta minuten Mattias Andersson   | Mattias Andersson     | Dramaten                 |

## Priser og anerkendelser
- 1994 – Svenska Akademiens "Carl Åkermarks stipendium"
- 2002 – Guldbagge for bedste mandlige birolle i filmen Suxxess.[12]